# Rasmus Lauritsen
Rasmus Steensbæk Lauritsen (Brande, 27 febbraio 1996) è un calciatore danese, difensore del Brøndby.

## Carriera
All'età di quattro anni ha iniziato a giocare a calcio nel Brande IF, squadra con sede nella cittadina in cui è nato. Successivamente ha fatto parte del vivaio dell'Herning Fremad, mentre nell'estate del 2011 è entrato a far parte dell'accademia del Midtjylland.
Con la maglia del Midtjylland ha anche giocato la sua prima partita nel campionato di Superligaen, la massima serie danese, subentrando a Kian Hansen l'8 novembre 2015 all'85' minuto della sfida interna vinta 5-1 contro l'Esbjerg. Quella partita è stata l'unica da lui disputata ufficialmente con la prima squadra dei rossoneri, complice anche la sua cessione durante la pausa invernale.
Il 5 gennaio 2016, infatti, lo Skive IK ha annunciato l'ingaggio di Lauritsen con un contratto biennale. Qui ha trascorso una stagione e mezzo giocando nella seconda serie nazionale.
Nel giugno del 2017 Lauritsen si è trasferito al Vejle, altra società che all'epoca militava in seconda serie. Già dopo pochi mesi, nel settembre dello stesso anno, le sue prestazioni hanno indotto la dirigenza a rinnovargli il contratto di un ulteriore anno, fino al 2020. Insieme a Mads Greve formava una coppia di centrali di difesa che ha contribuito al raggiungimento del primo posto in classifica con conseguente promozione in Superligaen, sotto la guida del tecnico italiano Adolfo Sormani. Lauritsen ha iniziato titolare anche la stagione successiva, prima di essere ceduto in Svezia.
L'11 febbraio 2019 si è trasferito ufficialmente agli svedesi dell'IFK Norrköping, squadra che nel giro di qualche settimana avrebbe iniziato il campionato di Allsvenskan 2019. Secondo i media, la società biancoblu avrebbe pagato 3 milioni di corone svedesi (circa 300.000 euro) per acquisire il cartellino del giocatore. In quasi due stagioni in biancoblu, ha totalizzato 48 presenze e 11 reti in campionato. Nel corso dell'Allsvenskan 2020 è stato tra i difensori più prolifici del campionato, con 6 gol segnati nelle 22 partite giocate prima della sua vendita a stagione in corso.
Il 2 ottobre 2020 è stato ufficialmente ceduto dall'IFK Norrköping ai croati della Dinamo Zagabria per una cifra che ammonterebbe a circa 18 milioni di corone svedesi, ovvero poco più di 1,7 milioni di euro.

## Palmarès

### Club

#### Competizioni nazionali
- Campionato croato: 3

Dinamo Zagabria: 2020-2021, 2021-2022, 2022-2023
- Coppa di Croazia: 1

Dinamo Zagabria: 2020-2021
- Supercoppa di Croazia: 1

Dinamo Zagabria: 2022